# Euphyia limbata
Euphyia limbata là một loài bướm đêm trong họ Geometridae.